# Љубо Којо
Љубомир Љубо Којо (Сарајево, 6. јун 1920 – Београд, 6. јануар 1993), учесник Народноослободилачке борбе и друштвено-политички радник Социјалистичке Републике Босне и Херцеговине.

## Биографија
Рођен у српској породици 6. јуна 1920 у Сарајеву, које је тада било део Краљевине Срба, Хрвата и Словенаца. Завршио је Сарајевску трговачку академију, а са доласком Немаца и формирањем НДХ 1941. године прикључио се југословенским партизанима. Након тешког рањавања, пребачен је у војну болницу у Барију где се опоравио у време ослобођења Сарајева.
Након повратка у град, добио је позицију Управника народном робом, институционалне поставке након рата, ради дељења хране и основних намирница. Након тога био је на позицији градског одборника, сарајевске градске скупштине као и потпредседник и председник општине Сарајево, од 1955. до 1962. године.
У периоду од 1962. до 1966. године био је члан Извршног већа Скупштине СР БиХ. Године 1969. именован је за представника Привредне коморе БиХ у Москви, на тој позицији остао је наредне две године. Био је један од оснивача Југословенске лиге и клуба ФК „Сарајево”, а на месту управника клуба био је од 1962. до 1963. године. Касније године живота провео је као директор центра Скендерија.
Умро у Београду 1993. године.